# Ellen Pompeo
Ellen Kathleen Pompeo (Everett, 10 november 1969) is een Amerikaans actrice. Ze werd in 2007 genomineerd voor een Golden Globe voor haar hoofdrol als Dr. Meredith Grey in de televisieserie Grey's Anatomy. Hiervoor won ze datzelfde jaar een Satellite Award en samen met alle acteurs een Screen Actors Guild Award.

## Biografie

### Jeugd
Pompeos vader Joseph is van Italiaanse afkomst. Zijn familie komt oorspronkelijk uit Gesualdo. Haar moeder Kathleen was van Ierse afkomst. Zij overleed toen Pompeo vier jaar oud was. Haar vader hertrouwde kort daarna. Pompeo is de jongste van zes kinderen. Haar broers en zussen zijn nogal wat ouder dan zij.

### Carrière
Na een tijd in Miami als serveerster te hebben gewerkt, verhuisde Pompeo naar Manhattan. Ze werkte er als barvrouw in de SoHo Bar & Grill in Manhattans Upper West Side, toen ze gevraagd werd in commercials te spelen. Ze was te zien in onder meer reclamefilmpjes voor L'Oréal en Citibank.
In 2001 verhuisde Pompeo naar Los Angeles om een carrière als actrice na te gaan jagen. In 2002 selecteerde regisseur Brad Silberling haar als Jake Gyllenhaals nieuwe vriendin -na het verliezen van zijn verloofde- in de dramafilm Moonlight Mile. In datzelfde jaar maakte ze de film Daredevil, waarin ze te zien was als het personage Karen Page. In de bioscoopversie van de film is ze niet te zien, alleen in de director's cut. In 2002 en 2003 speelde Pompeo in de films Catch Me If You Can en Old School. Ook was ze te zien in twee afleveringen van de serie Law & Order en een aflevering van Friends. In 2004 speelde Pompeo de ex-vriendin van Jim Carreys personage in de film Eternal Sunshine of the Spotless Mind. Opnieuw was ze niet in het oorspronkelijke eindresultaat te zien.
In 2005 werd Pompeo gekozen als coassistent Meredith Grey voor de op dat moment nieuwe serie Grey's Anatomy. In die rol was ze op 14 mei 2009 voor de honderdste keer te zien.
In 2025 kreeg Pompeo een ster op de Hollywood Walk of Fame.

### Privéleven
Tijdens haar periode in Miami had Pompeo een relatie met modefotograaf Andrew Rosenthal. In november 2007 trouwde ze in het geheim met haar verloofde Chris Ivery, met wie ze in 2009 een dochter kreeg. Via draagmoeders volgden hierop in 2014 nog een dochter en in 2016 een zoon.

## Filmografie
- Bibsys: 6096663
- Bibliothèque nationale de France: cb15024809j (data)
- Gemeinsame Normdatei: 173899226
- International Standard Name Identifier: 0000 0001 1947 1951
- Library of Congress Control Number: no2003029943
- MusicBrainz: 988b331f-aa23-4118-85e4-89d11a408e2f
- Nationale bibliotheek van Australië: 41278342
- Nationale Bibliotheek van Israël: 987007367412505171
- Nationale Bibliotheek van Polen: a0000002235761
- Nederlandse Thesaurus van Auteursnamen: 297525239
- Système universitaire de documentation: 126005532
- Trove: 1453991
- Virtual International Authority File: 17503851
- WorldCat: E39PBJjCMYFHytXj3pPRTm3mh3